# Siliștea (okręg Braiła)
Siliștea – wieś w Rumunii, w okręgu Braiła, w gminie Siliștea. W 2011 roku liczyła 780 mieszkańców.